# جاكوب ديتريش
جاكوب ديتريش (بالإنجليزية: Jacob Dietrich)‏ هو شخصية أعمال وسياسي أمريكي، ولد في 22 أغسطس 1857، وتوفي في 6 فبراير 1932. انتخب عضو جمعية ولاية ويسكونسن.